# 许淞庆
许淞庆（1913年—1983年3月8日），男，广东开平人，中国数学家，曾任中山大学数学力学系系主任、教授，广东省数学会理事长，中国数学会理事。